# Choraginae
Choraginae es una subfamilia de coleópteros polífagos de la familia Anthribidae. Contiene las siguientes subtribus:

## Tribus
- Apolectini -
- Araecerini -
- Choragini -
- Cisanthribini -
- Valenfriesiini -
- Xenorchestini -

## Géneros sin clasificar
Relación de géneros de la tribu, aún no clasificados:
- Anthribites
- †Cretochoragus
- Pseudomecorhis